# Pechipogo barbalis
Pechipogo barbalis är en fjärilsart som beskrevs av Carl Alexander Clerck 1759. Pechipogo barbalis ingår i släktet Pechipogo och underfamiljen sprötflyn till familjen näbbflyn. Inga underarter finns listade i Catalogue of Life.